# ماریانلا پاکو
ماریانلا پاکو دوران (متولد ۲۸ نوامبر ۱۹۷۶) روزنامه‌نگار، وکیل و سیاستمدار بولیویایی است که از سال ۲۰۱۵ تا ۲۰۱۷ به عنوان وزیر ارتباطات خدمت کرده‌است. او که یکی از اعضای جنبش برای سوسیالیسم بود، به عنوان یکی از اعضای مجلس نمایندگان بولیوی از طرف استان چوکیساکا از سال ۲۰۱۰ تا ۲۰۱۵ خدمت می‌کرد.

## زندگی‌نامه
ماریانلا پاکو در ۲۸ نوامبر ۱۹۷۶ در شهر توپیزا به دنیا آمد. او دختر کوتاگایتا و بتانزوس و بزرگ‌ترین فرزند خانواده خود بود. مادر و پدر او هر دو معلم بودند و او پنج خواهر و برادر داشت.
به دلایل شغلی، همراه با خانواده‌اش به پوتوسی مهاجرت کردند، جایی که تا پنج سالگی او در آنجا ماندند و سپس دوباره به شهری دگر به نام کوویینچا نقل مکان کردند و در آنجا ماندند. او تحصیلات متوسطه و لیسانس را در شهر بتانزوس گذراند. در سوکره، او مدارک تحصیلی خود را در رشته‌های ارتباطات اجتماعی، حقوق و علوم سیاسی و اجتماعی در دانشگاه سنت فرانسیس خاویر دریافت کرد.
از سال ۲۰۰۰ تا ۲۰۰۴ او در وزارت اجتماعی جوانان کار کرد، و از سال ۲۰۰۵ تا ۲۰۰۹ یک رابط اجتماعی و روزنامه‌نگار در رادیوی بنیاد آکلو که بخشی از شبکه رادیو اربول محسوب می‌شد بود. او همچنین به عنوان گوینده اخبار در بخش کچوا نیز فعالیت می‌کرد.

در ۲۳ می ۲۰۰۸، او گزارش داد که مورد حملات گروه‌هایی از مردم قرار گرفته‌است که در نزدیکی فرمانداری سابق چوکیساکا جمع شده بودند تا با رئیس‌جمهور ملاقات کنند. پاکو مدعی شد که بر روی او الکل پاشیده و او را تهدید به آتش زدن کرده‌اند.
آنها به ما گفتند: «به روستاهای خود پیش خوک‌ها و گاوهای برگردید.» ما هرگز نباید دوباره اجازه دهیم که ما را اینطور تحقیر کنند.

## فعالیت‌های سیاسی
در سال ۲۰۰۹، پاکو به عنوان نماینده دپارتمان چوکیساکا از حزب MAS برای مجلس نمایندگان انتخاب شد. در آنجا او ریاست بخش پارلمانی چوکیساکا را بر عهده گرفت و رئیس کمیسیون حقوق بشر مجلس شد. کار او در آن مجمع بر دفاع از حقوق بشر و حقوق زنان متمرکز بود. او یکی از نویسندگان قانون جدید خانواده و فرآیندهای خانواده بود. او یک تدوینگر، طراح و یکی از مروجین اصلی قانون ضد نژادپرستی بود که بحث آن در سال ۲۰۱۰ در بولیوی آغاز شده بود. او همچنین مدافع قانون جامع مبارزه با قاچاق انسان، قانون منع آزار و اذیت و خشونت سیاسی علیه زنان و قانون جامع علیه خشونت علیه زنان بود.
وی در سال ۲۰۱۵ به سمت وزارت ارتباطات بولیوی منصوب شد.
او در طول تصدی خود، خود را مدافع ترویج رادیو و نرم‌افزارهای آزاد در جامعه به عنوان ابزار استعمارزدایی در عرصه تکنولوژیک معرفی می‌کرد. او همچنین شروع به بررسی و بحث در مورد استفاده از شبکه‌های اجتماعی برای اطمینان از احترام به کرامت مردم و کاهش آسیب‌پذیری کودکان و نوجوانان کرد.
در اکتبر ۲۰۱۶، پاکو چندین بار به دلایل مشکلات جسمی در بیمارستان بستری شد. او مبتلا به میکروآنژیوپاتی بود. اما با وجود مشکلات جسمی در ۲۹ دسامبر ۲۰۱۶، او اعلام کرد که با وجود بیماری استعفا نمی‌دهد. در نهایت در ۲۳ ژانویه ۲۰۱۷، گیسلا لوپز جایگزین او به عنوان وزیر ارتباطات شد.

## حواشی
ماریانلا پاکو معمولاً در حضور عموم مردم از لباس‌های سامبررو استفاده می‌کند. این موضوع انتقاداتی را در شبکه‌های اجتماعی به همراه داشته‌است که او این انتقادها را به واکنش‌های نژادپرستانه نسبت می‌دهد. در مصاحبه‌ها، او توضیح داده‌است که از سال ۲۰۱۱ آن لباس‌ها را برای ادای احترام به کمپزینوهایی که به دلیل شرایط و لباسشان از ورودشان به میدان سوکره در ماه مه ۲۰۰۸ جلوگیری شده بود، پوشیده‌است. او همچنین لباس‌ها را نمادی از هویت فرهنگی و تعهد سیاسی خود می‌داند. او در پاسخ به این حملات آنلاین، علیه ۲۰ سیاستمدار شکایت کرد و آنها را مسئول گسترش نژادپرستی دانست.